# Rio Mangereba

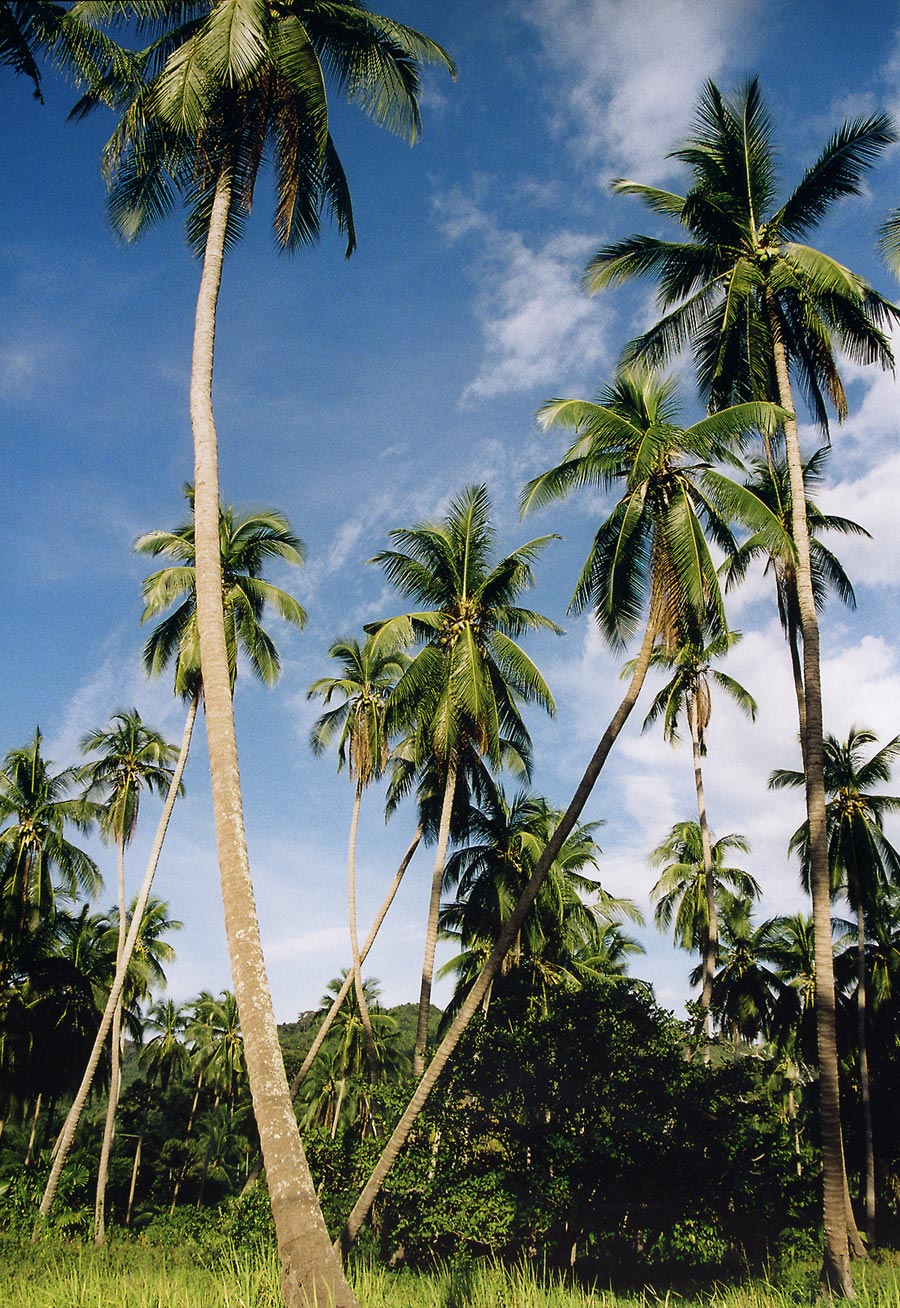
Coqueirais com fins comerciais cobrem parte das margens do rio Mangereba.

O rio Mangereba é um rio brasileiro que banha o litoral do estado da Paraíba. Nasce na região da fazenda Sant'Ana, a aproximadamente três quilômetros do povoado de Lerolândia, município de Santa Rita, e corre em direção leste para juntar-se ao Jacuípe e formar o Soé.

## Etimologia
O topônimo que nomeia o rio era conhecido pelos potiguaras pela palavra tupi Nhiajereba, que em português significa «onde há morada». Outros nomes históricos incluem Masiareno e Masavjaba.

## Sub-bacia
O Mangereba é afluente do Jacuípe e com este forma a sub-bacia do Soé, um dos tributários do Paraíba.
O rio apresenta cobertura vegetal predominantemente de área cultivada, incluindo coqueirais, e em alguns lugares há a presença de cobertura vegetal de várzea e touceiras de arbustos e árvores esparsas. A cobertura original de mata atlântica começou a ser paulatinamente derrubada desde o início da colonização da Paraíba a partir do século XVI.